# Innocenty (Jerochin)
Innocenty, imię świeckie Witalij Wiktorowicz Jerochin (ur. 17 listopada 1967 w Uspienowce) – rosyjski biskup prawosławny.

## Życiorys
W 1993 ukończył studia na Państwowym Uniwersytecie Dalekowschodnim we Władywostoku na kierunku dziennikarstwo. Jeszcze w czasie studiów podjął pracę w regionalnym piśmie Sowietskoje Priamurje oraz, jako korespondent, w gazecie Amurskije wiesti. Następnie pracował w lokalnym piśmie wychodzącym we Władywostoku. W maju 1993 przyjął chrzest w soborze św. Mikołaja w tym samym mieście. Od 1995 był zatrudniony w piśmie eparchii władywostockiej i nadmorskiej Primorskij błagowiest oraz był hipodiakonem jej ordynariusza, biskupa Beniamina.
3 kwietnia 1997 Witalij Jerochin złożył przed tym samym duchownym wieczyste śluby mnisze, otrzymując imię Innocenty na cześć św. Innocentego z Alaski. 7 czerwca 1998 przyjął święcenia diakońskie, zaś 3 stycznia 1999 – kapłańskie. Służył kolejno jako kapelan żeńskiego monasteru św. Elżbiety we Władywostoku oraz w cerkwiach św. Sergiusza z Radoneża i św. Tatiany w tym samym mieście. 
26 lipca 2010 Święty Synod Rosyjskiego Kościoła Prawosławnego nominował go na biskupa pomocniczego eparchii władywostockiej z tytułem biskupa ussuryjskiego. 6 grudnia 2010 otrzymał godność archimandryty, zaś 7 grudnia przyjął chirotonię biskupią w soborze św. Katarzyny w Krasnodarze. W obrzędzie wzięli udział jako konsekratorzy patriarcha Moskwy i całej Rusi Cyryl, metropolita sarański i mordowski Warsonofiusz (Sudakow), arcybiskupi jekaterinodarski i kubański Izydor (Kiriczenko), rostowski i nowoczerkaski Pantelejmon (Dołganow), władywostocki i nadmorski Beniamin (Puszkar), astrachański i jenotajewski Jonasz (Karpuchin), biskupi elisteński i kałmucki Zosima (Ostapienko), majkopski i adygiejski Tichon (Łobkowski) oraz biskup sołnecznogorski Sergiusz (Czaszyn).
Jest wykładowcą biblistyki, historii chrześcijaństwa oraz misjologii na uniwersytecie we Władywostoku.